# 浅野敏夫
浅野 敏夫（あさの としお、1947年 - 2012年4月）は、日本の英文学者、翻訳家。

## 略歴
1970年茨城大学文理学部英文学科卒業。シオン短期大学教授、茨城キリスト教大学教授。
現代アメリカ文学専攻。

## 翻訳
- 『ミメーシスの文学と人類学 ふたつの立場に縛られて』（ルネ・ジラール、法政大学出版局、叢書・ウニベルシタス） 1985
- 『小説の精神』（ミラン・クンデラ、金井裕共訳、法政大学出版局、叢書・ウニベルシタス） 1990
- 『スタインベックの創作論』（テツマロ・ハヤシ編、審美社） 1992
- 『危険を冒して書く 異色作家たちへのパリ・インタヴュー』（ジェイソン・ワイス、法政大学出版局、叢書・ウニベルシタス） 1993
- 『時間と空間の文化 1880-1918年』（スティーヴン・カーン、久郷丈夫共訳、法政大学出版局、りぶらりあ選書） 1993
- 『エロスと精気 性愛術指南』（ジェイムズ・N・パウエル、法政大学出版局、りぶらりあ選書） 1994
- 『スタインベック書簡集 手紙が語る人生』（佐川和茂共訳、大阪教育図書、スタインベック全集19） 1996
- 『ノッツ デリダ・荒川修作・マドンナ・免疫学』（マーク・C・テイラー、法政大学出版局、叢書・ウニベルシタス） 1996
- 『聖なる快楽 性,神話,身体の政治』（リーアン・アイスラー、法政大学出版局、叢書・ウニベルシタス） 1998
- 『収穫するジプシー』（杉山隆彦共訳、大阪教育図書、スタインベック全集5） 2000
- 『反抗する文学 プラトンからデリダまでの哲学を敵として』（マーク・エドマンドソン、法政大学出版局、叢書・ウニベルシタス） 2000
- 『転倒させる快楽 バフチン,文化批評,映画』（ロバート・スタム、法政大学出版局、叢書・ウニベルシタス） 2002
- 『文化の意味論 現代のキーワード集』（マーティン・ジェイ、法政大学出版局、叢書・ウニベルシタス） 2010
- 『儀礼としての相互行為 対面行動の社会学』新訳版（アーヴィング・ゴッフマン、法政大学出版局、叢書・ウニベルシタス） 2012

## 参考
- ISBN 978-4-588-09951-9
- 『全国短大・専門学校職員録』1990年